# Équipe d'Algérie de football en 2006
L'équipe d'Algérie de football participe lors de cette année à la Qualifications à la Coupe d'Afrique des nations de football 2008 en Ghana. L'équipe d'Algérie est entraînée par Meziane Ighil et Jean Michel Cavalli.

## Déroulement de la saison

### Classement FIFA 2006
Le tableau ci-dessous présente les coefficients mensuels de l'équipe d'Algérie publiés par la FIFA durant l'année 2006.
| Mois | janv. | fév. | Mars | Avril | Mai | Juin | Juillet | Août | sept. | oct. | nov. | déc. |
| Rang | 80    | 81   | 85   | 87    | 87  | 87   | 93      | 89   | 83    | 73   | 79   | 80   |

### Classement de la CAF
Le tableau ci-dessous présente les coefficients mensuels de l'équipe d'Algérie dans la CAF publiés par la FIFA durant l'année 2006.
| Mois | janv. | fév. | Mars | Avril | Mai | Juin | Juillet | Août | sept. | oct. | nov. | déc. |
| Rang | 17    | 18   | 18   | 18    | 18  | 18   | 20      | 19   | 17    | 17   | 19   | 19   |

## Les matchs
| Date             | Stade, Ville, Pays                                | Adversaire   | Score | Comp | Buteurs algériens |
| 28 février 2006  | Stade Robert-Diochon Rouen, France                | Burkina Faso | 0 - 0 | A    |                   |
| 4 juin 2006      | stade du 5-Juillet-1962 Alger, Algérie            | Soudan       | 1 - 0 | A    | Daham 49e         |
| 15 août 2006     | Stade Georges-Carcassonne Aix-en-Provence, France | Gabon        | 0 - 2 | A    |                   |
| 3 septembre 2006 | Stade du 28 Septembre Conakry, Guinée             | Guinée       | 0 - 0 | QCAN |                   |
| 7 octobre 2006   | stade du 5-Juillet-1962 Alger, Algérie            | Gambie       | 1 - 0 | QCAN | Ziani 75e (pen.)  |
| 15 novembre 2006 | Stade des varennes Luynes , France                | Burkina Faso | 1 - 2 | A    | Saïfi 88e (pen.)  |

Légende: A : Match amical  / QCAN : Qualifications à la Coupe d'Afrique des nations de football 2008

### Bilan
| Rang | Équipe  | Pts | J | G | N | P | Bp | Bc | Diff |
| ---- | ------- | --- | - | - | - | - | -- | -- | ---- |
| #    | Algérie | 8   | 6 | 2 | 2 | 2 | 3  | 4  | -1   |

## Qualifications à la Coupe d'Afrique 2008
| Entraîneur :  |
| Patrice Neveu |

| Entraîneur :        |
| Jean Michel Cavalli |

| Entraîneur :  |
| Patrice Neveu |

| Entraîneur :        |
| Jean Michel Cavalli |

| Entraîneur :        |
| Jean Michel Cavalli |

| Entraîneur : |
| Anthoine Hey |

| Entraîneur :        |
| Jean Michel Cavalli |

| Entraîneur : |
| Anthoine Hey |